# 134150 Bralower
134150 Bralower este o planetă minoră (asteroid), cu un diametru de 2,666 km, din centura de asteroizi. A fost descoperită pe 15 ianuarie 2005 la Catalina Station⁠(d) de Catalina Sky Survey. 
Obiectul prezintă o orbită caracterizată de o semiaxă mare de 2,626345061032 UAi, o excentricitate de 0,06, o înclinație de 15,2 ° în raport cu ecliptica.